# ViuTV 5周年：繼續向前
《ViuTV 5周年：繼續向前》（英語：ViuTV 5th Anniversary Special: Moving On），是ViuTV五周年台慶節目，於2021年4月6日九龍灣展貿徑一號九龍灣國際展貿中心3樓展貿廳2舉行，由強尼、陳俞希、陳安立、陳嘉倩、駱振偉、沈殷怡、虞逸峯、岑樂怡、陳子豐主持，亦請來香港電影導演杜琪峯擔任嘉賓並宣佈成為ViuTV合作伙伴。

## 表演及節目介紹
- 開場：KB李健宏、《擊戰》參賽鼓手（梁俊文、吳卓曦、許樂媛、陳嘉惠）打鼓表演
- P1X3L跳唱《Braceless》
- 駱振偉演唱《成熟·不了》
- 張右雨舞蹈表演
- 梁業@ERROR、郭嘉駿@ERROR、《最後一屆口罩小姐選舉》最後8強（馮寶欣、鄭伊琪、張晉雅、楊慧敏、李嘉麗、徐蒨寧、黃樂彤、米露迪）介紹《最後一屆口罩小姐選舉總決賽》
- 實況娛樂介紹：《擊戰》、《中女唔易做》、《造美人》、《ERROR自肥企画》
- 李炘頤、Brian舞蹈表演
- 岑寧兒演唱《盡力呼吸》
- 原創劇介紹：《大叔的愛》、《冥冥之中》、《超感應學園》
- 余迪偉、林二汶介紹節目《晚吹-又要威，又要戴頭盔》
- 梁祖堯、蔡瀚億、陳俞希、練美娟、黃詩詩介紹節目《晚吹-有酒今晚吹》、《晚吹-空肚講宵夜》
- 詹朗林、岑樂怡、潘紹聰介紹節目《晚吹-總有一瓣喺左近》
- 陳毅燊跳唱《Manolo》
- 陳葦璇跳唱《本日終了》
- 趙祥誠舞蹈表演「Sweet Home / The Plan」
- MIRROR跳唱《Warrior》

## 參與
- 英健朗、曾贊學、黃奕晨、朱晉傑、陳郁憲、蔡寶欣、李昭南、譚凱倫、王頌茵、余逸思、蔡宛珊、羅沛琪

## 嘉賓
- 魯庭暉、金廣誠、杜琪峯

## 連結
- 《ViuTV 5周年：繼續向前》 （页面存档备份，存于）